# San Marino op het Eurovisiesongfestival 2014

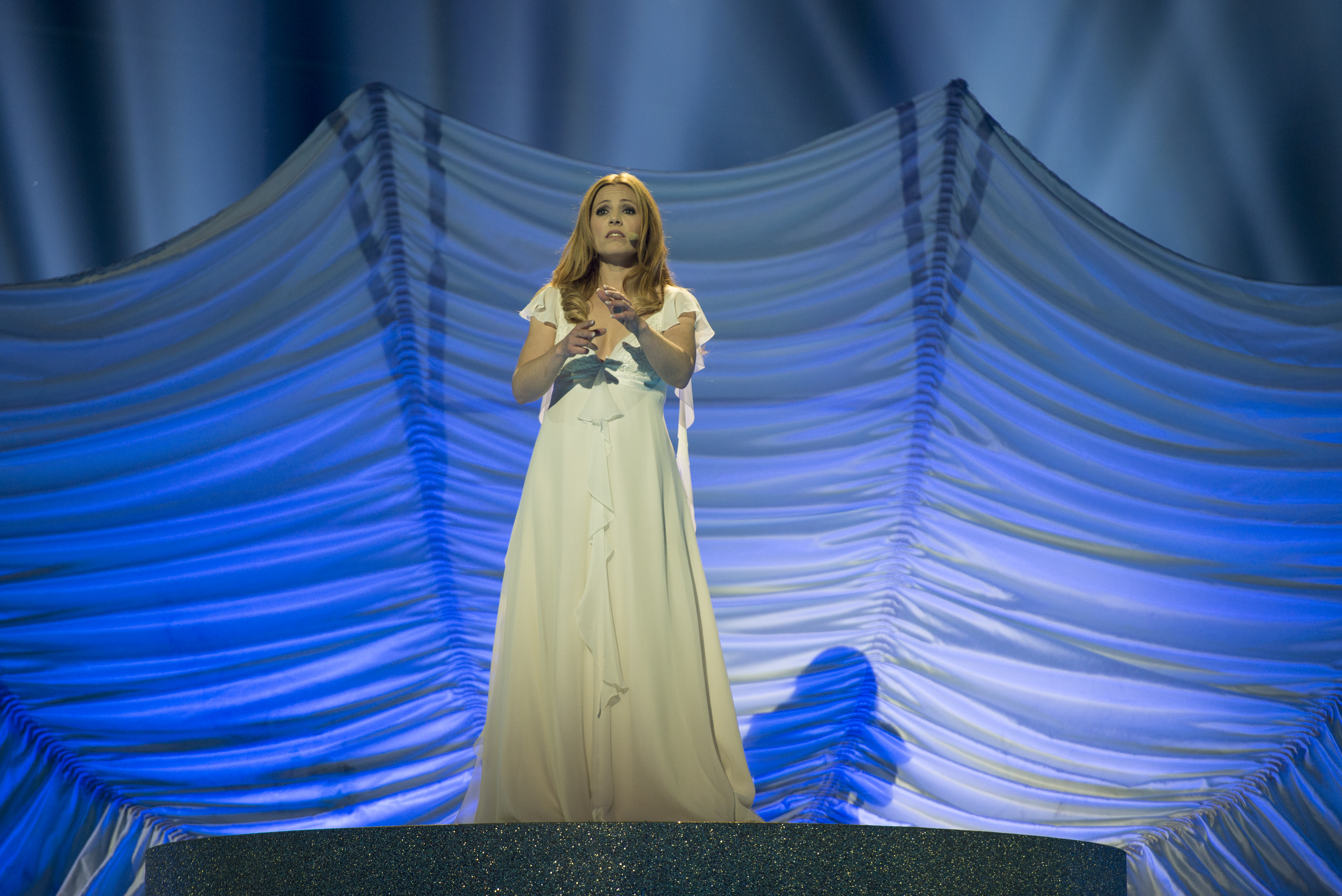
Valentina Monetta zorgde voor de eerste finaleplek van San Marino in de geschiedenis van het Eurovisiesongfestival

San Marino nam deel aan het Eurovisiesongfestival 2014 in Kopenhagen, Denemarken. Het was de 5de deelname van het land op het Eurovisiesongfestival. SMRTV was verantwoordelijk voor de San Marinese bijdrage voor de editie van 2014.

## Selectieprocedure
San Marino was het eerste land dat zijn act voor het Eurovisiesongfestival 2014 koos. Reeds op 19 juni 2013 liet SMRTV weten dat Valentina Monetta haar vaderland voor de derde keer op rij zal mogen vertegenwoordigen. Hiermee treedt ze in de voetsporen van Udo Jürgens, Corry Brokken en Lys Assia, die in het verleden ook al drie jaar op rij aantraden voor hun land. Zowel in 2012 als in 2013 wist Monetta zich niet te plaatsen voor de finale van het Eurovisiesongfestival. 
Valentina Monetta presenteerde Maybe, het lied waarmee ze naar Kopenhagen zou trekken, op 14 maart tijdens een speciale televisie-uitzending. Het lied werd zowel in het Engels als in het Italiaans opgenomen. In Denemarken werd ervoor geopteerd de Engelstalige versie te brengen.

## In Kopenhagen
San Marino moest in Kopenhagen eerst aantreden in de eerste halve finale, op dinsdag 6 mei. Valentina Monetta trad als twaalfde van zestien acts op, na Cristina Scarlat uit Moldavië en net voor Suzy uit Portugal. Bij het openen van de enveloppen bleek dat San Marino zich had weten te plaatsen voor de finale. Het was voor het eerst in de geschiedenis dat San Marino zich wist te kwalificeren voor de eindstrijd van het Eurovisiesongfestival. Na afloop van de finale werd duidelijk dat Valentina Monetta op de tiende plaats was geëindigd in de eerste halve finale, met 40 punten, één punt meer dan Suzy uit Portugal en dus net voldoende om kwalificatie voor de finale af te dwingen.
In de finale trad Valentina Monetta als 25ste van 26 acts aan, net na The Common Linnets uit Nederland en gevolgd door Molly uit het Verenigd Koninkrijk. Aan het einde van de puntentelling stond San Marino op de 24ste plaats, met 14 punten.
2008 · 2009-2010 · 2011 · 2012 · 2013 · 2014 · 2015 · 2016 · 2017 · 2018 · 2019 · 2020 · 2021 · 2022 · 2023 · 2024 · 2025
Albanië · Armenië · Azerbeidzjan · België · Denemarken · Duitsland · Estland · Finland · Frankrijk · Georgië · Griekenland · Hongarije · Ierland · IJsland · Israël · Italië · Letland · Litouwen · Macedonië · Malta · Moldavië · Montenegro · Nederland · Noorwegen · Oekraïne · Oostenrijk · Polen · Portugal · Roemenië · Rusland · San Marino · Slovenië · Spanje · Verenigd Koninkrijk · Wit-Rusland · Zweden · Zwitserland